# Шульгинська сільська територіальна громада
Шульгинська сільська територіальна громада — територіальна громада в Україні, у Старобільському районі Луганської області. Адміністративний центр — село Шульгинка.
Утворена 4 травня 2018 року шляхом об'єднання Байдівської, Малохатської, Хворостянівської та Шульгинської сільських рад Старобільського району.

## Населені пункти
У складі громади 12 сіл: Байдівка, Валуйки, Кам'янка, Лозовівка, Лозуватка, Малохатка, Новослобідське, Омелькове, Орлівка, Федчине, Хворостянівка та Шульгинка.